# Mikołaj Michnowicz
Mikołaj herbu Łabędź, zwany Bakałarzem (ur. w XV w., zm. w 1520 lub 1528) – polski i wielkolitewski szlachcic, bakałarz, właściciel Białegostoku, Krzemienicy i Bakałarzewa.
Nosił nazwisko patronimiczne Michnowicz.

## Życiorys
Mikołaj pochodził z rodziny wywodzącej się spod Grodna i był jednym z najwybitniejszych przedstawicieli swego rodu. Wykształcenie zdobył prawdopodobnie w Akademii Krakowskiej, w której promocję otrzymało trzech jego krewnych. Mimo że ani Album studiosorum Universitatis Cracoviensis, ani Krakowska księga promocji nie zawierają wyraźnej wzmianki o ukończeniu przez Mikołaja tej uczelni, jednak trudno przypuszczać, aby szukał światła wiedzy w obcych stronach, w czasie, gdy własna wszechnica słynęła szeroko.
Mikołaj był jednym z pierwszych świeckich urzędników wielkolitewskich ze stopniem bakałarza, który otrzymał zapewne w roku 1491 jako Nicolaus de Krzemyenyecz (z łac.: Mikołaj z Krzemienic). Bakałarz był tytułem naukowym, nadawanym absolwentom ówczesnych uniwersytetów. W XIII i XIV w. nazywano tak słuchaczy, którzy mieli prawo prowadzić podstawowe wykłady. Był to niezbędny, pierwszy stopień w karierze naukowej. Oznaką tego stopnia był sygnet i okrągły kołnierz (cappa runda) przy todze. Najstarsza znana wzmianka określająca go bakałarzem pochodzi z 4 października 1499 roku. 
Przed rokiem 1504 został zatrudniony w kancelarii w. ks. lit. Aleksandra Jagiellończyka, otrzymując jako uposażenie bardzo bogate starostwo szawelskie (zwane też szowleńskim). Prowadził dział korespondencyjny w języku łacińskim, przez co był zwany pisarzem lub sekretarzem łacińskim (sekretarzem był przynajmniej w latach 1508–1516). 
W 1508 r. otrzymał od króla dwudziestu służebnych ludzi, których wcześniej Aleksander Jagiellończyk nadał jednemu z członków książęcej rodziny Glińskich. Przed 1514 r. został marszałkiem hospodarskim, wszedł wówczas do rady wielkoksiążęcej. Odtąd często występował na posiedzeniach sądu marszałkowskiego. Na kilka lat przed śmiercią związał się bliżej z rodziną Radziwiłłów. 
31 maja 1519 r. świadkował jako Mikołaj Jundziło Raczkowicz, marszałek Wielkiego Księstwa Litewskiego, przy rozstrzyganiu przez Mikołaja Radziwiłła, skargi plebana z Dolistowa, ks. Stanisława Dąbrówki przeciwko szlachcicowi, Mordaszowi, dziedzicowi swych dóbr Brzozowa i ziem należących do wójtostwa w Zabielu i Jatwiezi (własność plebanii dolistowskiej). 
9 czerwca 1519 r. Mikołaj Raczkowicz był też świadkiem nadania uposażenia kościołowi pod wezwaniem Zwiastowania NMP w Dobrzyniewie (obecnie Dobrzyniewo Kościelne) koło Goniądza przez Mikołaja Radziwiłła, właściciela tamtejszych dóbr. 
W gromadzeniu swoich majętności był bezwzględny. Zmusił nawet Monaster Bazylianów w Supraślu do ustąpienia ze spornych łąk i narzucił mu swe warunki przy przejeździe przez Białystok. 
Według większości badaczy (z Jerzym Wiśniewskim i Janem Glinką na czele), Mikołaj zwany Bakałarzem zmarł w 1520 roku. Inni uważają, że było to prawdopodobnie przed 1528 r., bo jeszcze w 1527 r. miał żyć. 
Mikołaj Raczkowicz oraz jego brat Stanisław 15 lipca 1514 r. otrzymali w Wilnie od króla Zygmunta I Starego tereny wzdłuż rzeki Douspudy (Rospudy). Władca z naciskiem zaznaczył, że nadania te przekazano tylko dzięki Bakałarzowi. Południową część, gdzie później powstały Raczki, wziął Stanisław. Wielu badaczy przyjmuje, że to już Mikołaj założył miasteczko Bakałarzewo i najstarszą w tych stronach parafię. Mikołaj posiadał oprócz okolic Bakałarzewa również Białystok i Krzemienicę (pod Grodnem). Wnuczka Bakałarza, Elżbieta, wyszła później za Mikołaja Wolskiego, w wyniku czego dobra Dowspuda-Bakałarzewo przeszły w posiadanie rodziny Wolskich.

### Życie prywatne
Był najstarszym synem Michny (Mikołaja) Raczkowicza. Miał dwóch braci, Stanisława i Jana. 
Mikołaj pozostawił po sobie żonę Hannę, która była córką kniazia Bohdana Michałowicza Świrskiego, przezywanego Turem i Katarzyny Piotrówny Dowojna Krupskiej. Warto przy tym dodać, że Świrscy wywodzili się ze znanej, dawnej rodziny litewskiej, starszej od Giedyminowiczów (przodków Jagiellonów), jednakże – jak podaje Jan Glinka – w XV stuleciu nie potrafili przystosować się do realiów panujących w owym czasie w Wielkim Księstwie Litewskim i pozycja ich rodu bardzo podupadła.
Z tego małżeństwa Mikołaj i Hanna mieli jedynego syna zwanego Mikołaj (wzmiankowany w 1541 r.) oraz dwie córki; starszą Hannę i młodszą Zofię. Syn Mikołaj nie odegrał znaczącej roli w kraju (nie odnotowano o nim zbyt wielu informacji) i prawdopodobnie zmarł po osiągnięciu dorosłego wieku. W dokumencie z 1547 r. wspomniano: 

pana Petra Wesołowskoho i małżonku jeho Katerynu Bohdanownu i doczku jeie, kotoriu ona z pierwym mużom swoim, z nieboszczykom Mikołajem Bakalarowiczom majet Halżka o wyprawu z imenej otczyznych onoje Zofei żony Matejewoj to jest z Bełohostoku z Dowspudy, z Kremenicy, w kotorych imeniach tej Zofej i sestre jeje starszoj Hannce wodle prawa i statutu od brata ich Mikołaja czetwertaja czast prychodit, a pani Wesołowskaja Kateryna ostawszy po smerli muża swojeho pierwoho brata ich Mikołaja Bakalarowicza na tych imeniach i doczkoju ieho Halżskoju dediczkoju onych imenej wyprawy dali i połowiej czetwertoj czasti onych imenej toj żonie Matysowej wydeliti.

Oznacza to, że wspomniany syn Mikołaja, był ożeniony z Katarzyną Bohdanówną. Miał z nią córkę Elżbietę, w 1547 roku jeszcze niepełnoletnią.
Był spokrewniony z rodziną Jundziłłów herbu Łabędź .

## Genealogia
Genealogia rodzinna została utworzona na podstawie fragmentu Władsyława Semkowicza w Roczniku Polskiego Towarzystwa Heraldycznego we Lwowie oraz innych źródeł.
|  |  |  |  |  |  |  |  |  |  |       |       |       |       |       |       |  |  |                         |                         |                         |                         |                         |                         |  |  | Jan Raczkowicz              |                             |                             |                             |                             |                             |  |  |                            |                            |                            |                            |                            |                            |  |  |                                                  |                                                  |                                                  |                                                  |                                                  |                                                  |  |  |                                              |                                              |                                              |                                              |                                              |                                              |  |  |                       |                       |                       |                       |                       |                       |  |  |  |  |  |  |
|  |  |  |  |  |  |  |  |  |  |       |       |       |       |       |       |  |  |                         |                         |                         |                         |                         |                         |  |  |                             |                             |                             |                             |                             |                             |  |  |                            |                            |                            |                            |                            |                            |  |  |                                                  |                                                  |                                                  |                                                  |                                                  |                                                  |  |  |                                              |                                              |                                              |                                              |                                              |                                              |  |  |                       |                       |                       |                       |                       |                       |  |  |  |  |  |  |
|  |  |  |  |  |  |  |  |  |  |       |       |       |       |       |       |  |  |                         |                         |                         |                         |                         |                         |  |  |                             |                             |                             |                             |                             |                             |  |  |                            |                            |                            |                            |                            |                            |  |  |                                                  |                                                  |                                                  |                                                  |                                                  |                                                  |  |  |                                              |                                              |                                              |                                              |                                              |                                              |  |  |                       |                       |                       |                       |                       |                       |  |  |  |  |  |  |
|  |  |  |  |  |  |  |  |  |  | Tabut | Tabut | Tabut | Tabut | Tabut | Tabut |  |  | Jakub Raczko Tubotowicz | Jakub Raczko Tubotowicz | Jakub Raczko Tubotowicz | Jakub Raczko Tubotowicz | Jakub Raczko Tubotowicz | Jakub Raczko Tubotowicz |  |  | Jundziłł Raczkowicz         | Jundziłł Raczkowicz         | Jundziłł Raczkowicz         | Jundziłł Raczkowicz         | Jundziłł Raczkowicz         | Jundziłł Raczkowicz         |  |  | Jundziłłowie h. Łabędź     | Jundziłłowie h. Łabędź     | Jundziłłowie h. Łabędź     | Jundziłłowie h. Łabędź     | Jundziłłowie h. Łabędź     | Jundziłłowie h. Łabędź     |  |  |                                                  |                                                  |                                                  |                                                  |                                                  |                                                  |  |  |                                              |                                              |                                              |                                              |                                              |                                              |  |  |                       |                       |                       |                       |                       |                       |  |  |  |  |  |  |
|  |  |  |  |  |  |  |  |  |  | Tabut | Tabut | Tabut | Tabut | Tabut | Tabut |  |  | Jakub Raczko Tubotowicz | Jakub Raczko Tubotowicz | Jakub Raczko Tubotowicz | Jakub Raczko Tubotowicz | Jakub Raczko Tubotowicz | Jakub Raczko Tubotowicz |  |  | Jundziłł Raczkowicz         | Jundziłł Raczkowicz         | Jundziłł Raczkowicz         | Jundziłł Raczkowicz         | Jundziłł Raczkowicz         | Jundziłł Raczkowicz         |  |  | Jundziłłowie h. Łabędź     | Jundziłłowie h. Łabędź     | Jundziłłowie h. Łabędź     | Jundziłłowie h. Łabędź     | Jundziłłowie h. Łabędź     | Jundziłłowie h. Łabędź     |  |  |                                                  |                                                  |                                                  |                                                  |                                                  |                                                  |  |  |                                              |                                              |                                              |                                              |                                              |                                              |  |  |                       |                       |                       |                       |                       |                       |  |  |  |  |  |  |
|  |  |  |  |  |  |  |  |  |  |       |       |       |       |       |       |  |  |                         |                         |                         |                         |                         |                         |  |  |                             |                             |                             |                             |                             |                             |  |  |                            |                            |                            |                            |                            |                            |  |  |                                                  |                                                  |                                                  |                                                  |                                                  |                                                  |  |  |                                              |                                              |                                              |                                              |                                              |                                              |  |  |                       |                       |                       |                       |                       |                       |  |  |  |  |  |  |
|  |  |  |  |  |  |  |  |  |  |       |       |       |       |       |       |  |  |                         |                         |                         |                         |                         |                         |  |  | (Michno) Mikołaj Raczkowicz | (Michno) Mikołaj Raczkowicz | (Michno) Mikołaj Raczkowicz | (Michno) Mikołaj Raczkowicz | (Michno) Mikołaj Raczkowicz | (Michno) Mikołaj Raczkowicz |  |  | Bakalarowiczowie h. Łabędź | Bakalarowiczowie h. Łabędź | Bakalarowiczowie h. Łabędź | Bakalarowiczowie h. Łabędź | Bakalarowiczowie h. Łabędź | Bakalarowiczowie h. Łabędź |  |  | Mikołaj Michnowicz Bakałarz (żona Hanna Świrska) | Mikołaj Michnowicz Bakałarz (żona Hanna Świrska) | Mikołaj Michnowicz Bakałarz (żona Hanna Świrska) | Mikołaj Michnowicz Bakałarz (żona Hanna Świrska) | Mikołaj Michnowicz Bakałarz (żona Hanna Świrska) | Mikołaj Michnowicz Bakałarz (żona Hanna Świrska) |  |  | Mikołaj Bakalarowicz (żona Katarzyna Bohdan) | Mikołaj Bakalarowicz (żona Katarzyna Bohdan) | Mikołaj Bakalarowicz (żona Katarzyna Bohdan) | Mikołaj Bakalarowicz (żona Katarzyna Bohdan) | Mikołaj Bakalarowicz (żona Katarzyna Bohdan) | Mikołaj Bakalarowicz (żona Katarzyna Bohdan) |  |  | Elżbieta Bakalarowicz | Elżbieta Bakalarowicz | Elżbieta Bakalarowicz | Elżbieta Bakalarowicz | Elżbieta Bakalarowicz | Elżbieta Bakalarowicz |  |  |  |  |  |  |
|  |  |  |  |  |  |  |  |  |  |       |       |       |       |       |       |  |  |                         |                         |                         |                         |                         |                         |  |  | (Michno) Mikołaj Raczkowicz | (Michno) Mikołaj Raczkowicz | (Michno) Mikołaj Raczkowicz | (Michno) Mikołaj Raczkowicz | (Michno) Mikołaj Raczkowicz | (Michno) Mikołaj Raczkowicz |  |  | Bakalarowiczowie h. Łabędź | Bakalarowiczowie h. Łabędź | Bakalarowiczowie h. Łabędź | Bakalarowiczowie h. Łabędź | Bakalarowiczowie h. Łabędź | Bakalarowiczowie h. Łabędź |  |  | Mikołaj Michnowicz Bakałarz (żona Hanna Świrska) | Mikołaj Michnowicz Bakałarz (żona Hanna Świrska) | Mikołaj Michnowicz Bakałarz (żona Hanna Świrska) | Mikołaj Michnowicz Bakałarz (żona Hanna Świrska) | Mikołaj Michnowicz Bakałarz (żona Hanna Świrska) | Mikołaj Michnowicz Bakałarz (żona Hanna Świrska) |  |  | Mikołaj Bakalarowicz (żona Katarzyna Bohdan) | Mikołaj Bakalarowicz (żona Katarzyna Bohdan) | Mikołaj Bakalarowicz (żona Katarzyna Bohdan) | Mikołaj Bakalarowicz (żona Katarzyna Bohdan) | Mikołaj Bakalarowicz (żona Katarzyna Bohdan) | Mikołaj Bakalarowicz (żona Katarzyna Bohdan) |  |  | Elżbieta Bakalarowicz | Elżbieta Bakalarowicz | Elżbieta Bakalarowicz | Elżbieta Bakalarowicz | Elżbieta Bakalarowicz | Elżbieta Bakalarowicz |  |  |  |  |  |  |
|  |  |  |  |  |  |  |  |  |  |       |       |       |       |       |       |  |  |                         |                         |                         |                         |                         |                         |  |  |                             |                             |                             |                             |                             |                             |  |  |                            |                            |                            |                            |                            |                            |  |  |                                                  |                                                  |                                                  |                                                  |                                                  |                                                  |  |  |                                              |                                              |                                              |                                              |                                              |                                              |  |  |                       |                       |                       |                       |                       |                       |  |  |  |  |  |  |
|  |  |  |  |  |  |  |  |  |  |       |       |       |       |       |       |  |  |                         |                         |                         |                         |                         |                         |  |  |                             |                             |                             |                             |                             |                             |  |  |                            |                            |                            |                            |                            |                            |  |  |                                                  |                                                  |                                                  |                                                  |                                                  |                                                  |  |  | Hanna Bakalarowicz                           |                                              |                                              |                                              |                                              |                                              |  |  |                       |                       |                       |                       |                       |                       |  |  |  |  |  |  |
|  |  |  |  |  |  |  |  |  |  |       |       |       |       |       |       |  |  |                         |                         |                         |                         |                         |                         |  |  |                             |                             |                             |                             |                             |                             |  |  |                            |                            |                            |                            |                            |                            |  |  |                                                  |                                                  |                                                  |                                                  |                                                  |                                                  |  |  |                                              |                                              |                                              |                                              |                                              |                                              |  |  |                       |                       |                       |                       |                       |                       |  |  |  |  |  |  |
|  |  |  |  |  |  |  |  |  |  |       |       |       |       |       |       |  |  |                         |                         |                         |                         |                         |                         |  |  |                             |                             |                             |                             |                             |                             |  |  |                            |                            |                            |                            |                            |                            |  |  |                                                  |                                                  |                                                  |                                                  |                                                  |                                                  |  |  |                                              |                                              |                                              |                                              |                                              |                                              |  |  |                       |                       |                       |                       |                       |                       |  |  |  |  |  |  |
|  |  |  |  |  |  |  |  |  |  |       |       |       |       |       |       |  |  |                         |                         |                         |                         |                         |                         |  |  |                             |                             |                             |                             |                             |                             |  |  |                            |                            |                            |                            |                            |                            |  |  |                                                  |                                                  |                                                  |                                                  |                                                  |                                                  |  |  | Zofia Bakalarowicz                           |                                              |                                              |                                              |                                              |                                              |  |  |                       |                       |                       |                       |                       |                       |  |  |  |  |  |  |
|  |  |  |  |  |  |  |  |  |  |       |       |       |       |       |       |  |  |                         |                         |                         |                         |                         |                         |  |  |                             |                             |                             |                             |                             |                             |  |  |                            |                            |                            |                            |                            |                            |  |  |                                                  |                                                  |                                                  |                                                  |                                                  |                                                  |  |  |                                              |                                              |                                              |                                              |                                              |                                              |  |  |                       |                       |                       |                       |                       |                       |  |  |  |  |  |  |